# PPML
Die Personalized Print Markup Language (PPML; deutsch Personalisierte Druckauszeichnungssprache) ist eine auf XML basierende Auszeichnungssprache zum personalisierten Drucken von auf Zielgruppe oder Einzelpersonen ausgerichteten Inhalten. Ein häufiger Einsatzzweck sind Druckerzeugnisse mit persönlicher Ansprache oder personalisierter Werbung.
Statt für jeden Kunden ein eigenes Layout zu erstellen, werden mit Hilfe von PPML Platzhalter im Layout definiert, die dann im Raster Image Processor (RIP) mit entsprechenden Ressourcen wie Logos, Bildern oder Texten gefüllt werden. Außerdem können Regeln definiert werden, die diese Layoutvorlagen entsprechend dem Empfänger mit Inhalten füllen. Da die Inhalte zu Laufzeit (beim Drucken) ausgetauscht werden, setzt personalisiertes Drucken fast immer einen Digitaldrucker voraus, da sonst pro Layout eine Druckplatte hergestellt werden müsste. PPML und personalisiertes Drucken kann auch verwendet werden, um personalisierte PDF-Dokumente zu erstellen, die dann versandt werden.
Der PPML-Standard wird von der Printing-On-Demand-Initiative (PODi) gepflegt. Der Initiative gehören Hersteller der Druck- und Druckvorstufenindustrie an, beispielsweise Adobe, CreoScitex, Hewlett-Packard, die Heidelberger Druckmaschinen AG, IBM, Lexmark, Océ, Pageflex, Quark Inc., Scitex und Xerox.